# Molinaea tolambitou
Molinaea tolambitou là một loài thực vật có hoa trong họ Bồ hòn. Loài này được (Cambess.) Radlk. mô tả khoa học đầu tiên năm 1879.